# James Plaister Harriss-Gastrell
Sir James Plaister Harriss-Gastrell KCMG (* 1830) war ein britischer Diplomat.
James Plaister Harriss-Gastrell wurde am 20. Mai 1857 zum Attaché ernannt und am 29. August 1857 nach Rio de Janeiro entsandt. Ab 1862 war er am Hof von Sankt Petersburg akkreditiert.
Von Oktober 1869 bis November 1870 war er an der Gesandtschaft in Berlin akkreditiert und berichtete unter dem Titel Report on Land in Prussia über die Agrar-Gesetzgebung und die Besitzverhältnisse in Preußen. Dieser Bericht wurde in den Foreign Office Report on Land Tenure in Prussia and the North German Confederation (1869) aufgenommen.
1872 berichtete Harriss-Gastrell über die Arbeitssituation der sogenannten „Lowell Mill Girls“, den Textilarbeiterinnen in Lowell (Massachusetts). Seine Studie wurde in United States. Reports by Her Majesty’s Secretaries of Embassy and Legation Respecting Factories for the Spinning and Weaving of Textile Fabrics Abroad (London, 1873), veröffentlicht.
1875 war James Plaister Harriss-Gastrell in Budapest akkreditiert.
1876 war er in Sofia akkreditiert.
1881 war James Plaister Harriss-Gastrell Botschaftssekretär in Rio de Janeiro unter Botschafter Edwin Corbett.
In seiner Zeit als Gesandter in Bogotá ab Juni 1882 beschäftigte James Plaister Harriss-Gastrell Alfred Hettner. 1887 bis 1901 war James Plaister Harriss-Gastrell Ministerresident in Honduras.